# Gnathoncus punctator
Gnathoncus punctator är en skalbaggsart som beskrevs av Edmund Reitter 1896. Gnathoncus punctator ingår i släktet Gnathoncus och familjen stumpbaggar. Inga underarter finns listade i Catalogue of Life.